# Anita Anand
Anita Anand, född 1967 i Kentville i Nova Scotia, är en kanadensisk politiker för Kanadas liberala parti. Hon var Kanadas försvarsminister 2021–2023.